# Ange-Félix Patassé

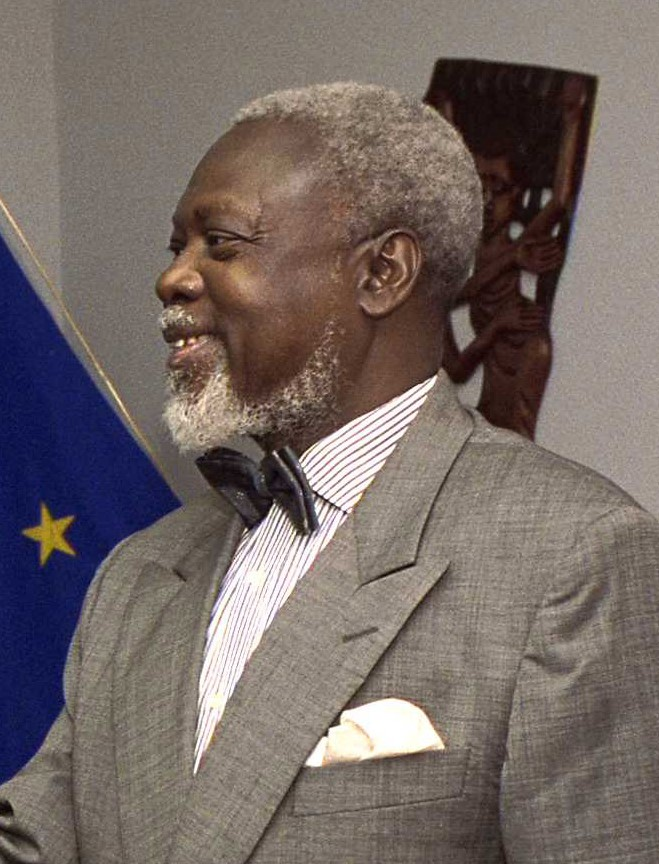
Ange-Félix Patassé, 2001

Ange-Félix Patassé (* 25. Januar 1937 in Paoua; † 5. April 2011 in Douala, Kamerun) war ein zentralafrikanischer Politiker (MLPC). Von 1993 bis zum Jahr 2003 war er der Staatspräsident der Zentralafrikanischen Republik.

## Leben
1959, ein Jahr vor der Unabhängigkeit seines Landes, schloss er die Akademie für tropische Landwirtschaft in Nogent-sur-Marne, Frankreich, ab. Im Dezember 1965 ernannte ihn der damalige Präsident David Dacko zum Landwirtschafts- und Entwicklungsminister.
Als Jean-Bédel Bokassa 1966 an die Macht kam, gewann Patassé schnell seine Gunst und arbeitete viele Jahre lang als Minister in unterschiedlichen Ressorts; unter anderem war er Verkehrs-, Gesundheits- und Tourismusminister. Am 8. Dezember 1976 ernannte ihn Bokassa zum Premierminister. Ein Jahr später nahm er an der extravaganten Zeremonie teil, in der Bokassa sich selbst zum Kaiser krönte. Patassé wandte sich daraufhin von ihm ab und wurde all seiner Ämter enthoben. Er floh daraufhin nach Paris.
Als Bokassa in einem von Frankreich unterstützten Putsch abgesetzt wurde, verhängte der wiedereingesetzte Dacko einen Hausarrest über Patassé. Dieser versuchte nach Tschad zu fliehen, wurde aber erneut festgenommen. Später wurde er jedoch aus gesundheitlichen Gründen wieder freigelassen. Er kandidierte bei den Wahlen von 1981 und gewann 38 Prozent der Stimmen, verlor also gegen Dacko. Als dieser sechs Monate später in einem Putsch von André Kolingba abgesetzt wurde und viele Parteien verboten wurden, floh Patassé wieder nach Frankreich. Er war 1982 an einem Putschversuch beteiligt, der aber fehlschlug, so dass er zunächst nach Togo und dann nach Frankreich floh.
1993 kandidierte er erneut bei den Wahlen, diesmal als Führer der Bewegung für die Befreiung des Zentralafrikanischen Volkes (MPLC), und gewann gegen Kolingba und Abel Goumba. Am 22. Oktober des Jahres nahm er die Amtsgeschäfte auf. Im Mai 1996 gab es eine anti-französische Revolte, die er mit Hilfe François Bozizés niederschlagen konnte. Ein weiterer Aufstand Anfang 1997 konnte abermals mit der Hilfe Bozizés und Truppen aus Burkina Faso, Tschad, Gabun, Mali, Senegal und Togo beendet werden.
Bei den Präsidentschaftswahlen im September 1999 gewann Patassé gegen Kolingba im ersten Durchgang mit nahezu 51,6 Prozent der Stimmen. Einige Oppositionsführer bezeichneten die Ergebnisse als manipuliert und François Bozizé selbst startete mehrere Rebellionen.
Patassé verließ 2003 das Land, um auf eine Konferenz in Niger zu fahren. Während seiner Abwesenheit gelang es Bozizé, am 15. März die Hauptstadt Bangui unter seine Gewalt zu bringen. Obwohl der Putsch international verurteilt wurde, unternahm man keinen Versuch, den neuen Führer abzusetzen. Patassé lebte in Togo im Exil.
Obgleich er von seiner Partei im November 2004 als Präsidentschaftskandidat nominiert wurde, verbot man ihm am 30. Dezember die Teilnahme an den Wahlen, weil das Verfassungsgericht Probleme mit seiner Geburtsurkunde feststellte. Er war einer von sieben Kandidaten, die für die Wahl gesperrt wurden. Nach der Unterzeichnung eines Abkommens am 22. Januar in Libreville, Gabun, wurden die übrigen Kandidaten wieder zugelassen. Wegen eines juristischen Verfahrens blieb Patassé jedoch weiterhin gesperrt. Ihm wird vorgeworfen, 70 Milliarden CFA-Franc aus dem Staatsetat gestohlen zu haben, was er allerdings in einem Interview vom 21. Dezember 2004 dementiert hat. Er wird außerdem beschuldigt, nach einem gescheiterten Putschversuch im Jahre 2002 Kriegsverbrechen begangen zu haben. Patassé erklärte das Abkommen von Libreville für nichtig, woraufhin seine Partei Patassés letzten Premierminister Martin Ziguélé zur Wahl aufstellen ließ.